# Dichiarazione programmatica per la liberazione nazionale e sociale del popolo tedesco

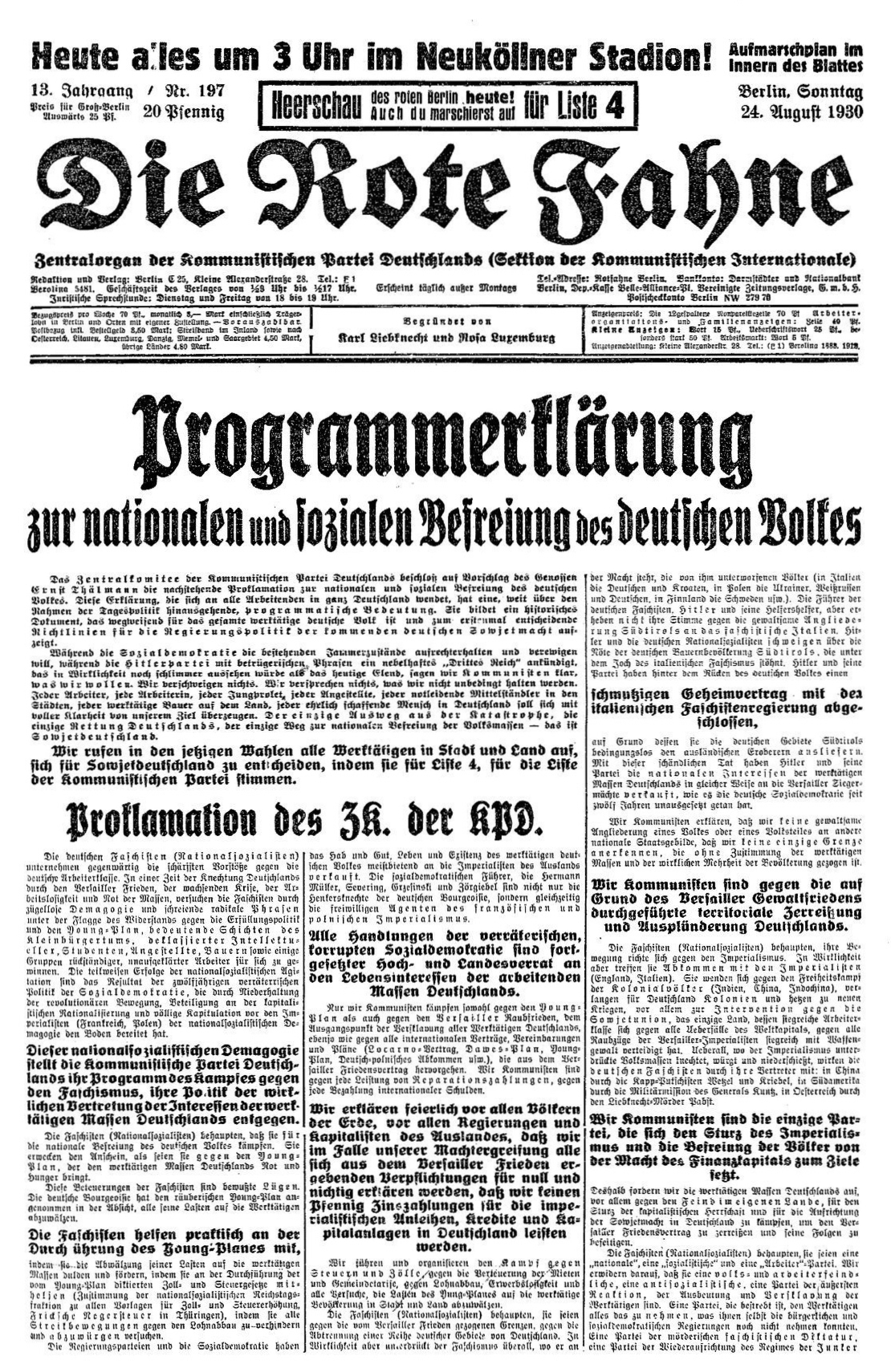
Prima pagina di Die Rote Fahne del 24 agosto 1930, recante la Dichiarazione programmatica per la liberazione nazionale e sociale del popolo tedesco

La Dichiarazione programmatica per la liberazione nazionale e sociale del popolo tedesco (in tedesco Programmerklärung zur nationalen und sozialen Befreiung des deutschen Volkes) è un proclama del Comitato centrale del Partito Comunista di Germania (KPD), pubblicato sul suo organo di stampa Die Rote Fahne il 24 agosto 1930, nell'ambito della campagna propagandistica per le imminenti elezioni federali.
Il proclama, culmine di un nuovo corso nazionalista del KPD dopo la linea Schlageter del 1923, denunciò come falsi e strumentali i tentativi del Partito Nazionalsocialista Tedesco dei Lavoratori (NSDAP) di Adolf Hitler di accreditarsi come rappresentante degli interessi nazionali del popolo tedesco. Promettendo di disconoscere il trattato di Versailles, rifiutare il piano Young ed eliminare tutti gli altri ostacoli all'autodeterminazione nazionale della Germania, il KPD proclamò che essa avrebbe trovato una piena e autentica realizzazione solo nel proprio programma rivoluzionario e anticapitalista, mirante a fondare una "Germania sovietica" (Sowjetdeutschland) sulle ceneri della Repubblica di Weimar.
Il KPD presentò Hitler come un traditore della causa nazionale tedesca, accusandolo in particolare di aver stipulato con l'Italia fascista un accordo segreto che riconosceva la sovranità italiana sul Sudtirolo. Il proclama attaccava inoltre il Partito Socialdemocratico di Germania (SPD) quale consapevole strumento dell'imperialismo francese e polacco.

## Contesto storico
Il 4 luglio 1930, il principale ideologo dell'ala rivoluzionaria e anticapitalista dell'NSDAP, Otto Strasser, lasciò il partito di Hitler insieme ai suoi sostenitori annunciando la decisione attraverso un proclama intitolato I socialisti lasciano l'NSDAP. Il gruppo di Strasser diede vita a una nuova formazione politica denominata Fronte Nero.
A quel tempo la direzione del Comintern considerava la linea politica di Strasser, basata su slogan anticapitalisti e anticomunisti, molto più pericolosa di quella di Hitler, cosicché il KPD puntò ad approfondire la divisione creatasi tra i nazionalsocialisti e allo stesso tempo a contrastare il gruppo di Strasser.

## Paternità del proclama
Pubblicato secondo il preambolo «su proposta del compagno Ernst Thälmann», segretario generale del partito, il proclama fu più tardi incluso nella raccolta di scritti di quest'ultimo. Tuttavia, il vero autore del documento è generalmente ritenuto Heinz Neumann (dirigente di primo piano del KPD, all'epoca di fatto retto da un triumvirato formato da Thälmann, Neumann e Remmele), che lo avrebbe scritto sotto la guida o comunque su sollecitazione di Stalin.
Alcuni storici contestano l'attribuzione del proclama a Neumann. Enzo Collotti rileva che, secondo la storiografia ufficiale della Germania orientale, nel 1932 Neumann fu condannato dal partito proprio perché ne avrebbe contrastato la linea generale basata sulla Dichiarazione programmatica. Conseguentemente, a Collotti il documento «appare muoversi in una direzione divergente rispetto alle posizioni ultralink [di ultrasinistra] che sarebbero state di lì a poco rimproverate a Neumann, Remmele e altri». In merito alla lotta contro il nazionalsocialismo, la posizione del gruppo di Neumann era basata sulla formula da lui coniata "colpite i fascisti ovunque li incontriate" (Schlagt die Faschisten, wo Ihr sie trefft!), «un appello al terrorismo individuale» più che all'azione politica di massa.
Hans Coppi ritiene che il testo derivi da una revisione perlopiù stilistica apportata a una bozza di dichiarazione di lotta contro il nazionalsocialismo, redatta dal Segretariato del Comintern per l'Europa centrale nell'aprile 1930 e inviata al Comitato centrale del KPD come suggerimento per la prossima campagna elettorale.
L'origine del documento è stata ricondotta anche a una bozza di direttiva del Comintern del 18 luglio 1930 «da inviare a Thälmann», che esortava a «una lotta energica e coerente contro i nazisti, accanto a una lotta alla socialdemocrazia, denunciandoli (i nazisti) come una forza capace di vendersi agli artefici di Versailles, anche se a parole gli si oppongono, e sottolineando che la liberazione della Germania dal trattato di Versailles e dal piano Young è possibile solo con il rovesciamento della borghesia».
Karl Radek, già autore del discorso che inaugurò la linea Schlageter nel 1923, è stato anch'esso indicato come probabile partecipante alla redazione del documento.

## Testo del proclama
Il testo del proclama, tra l'altro, recitava:
[...]
I fascisti (nazionalsocialisti) affermano di lottare per la liberazione nazionale del popolo tedesco. Danno l'impressione di essere contrari al piano Young, che porta miseria e fame alle masse lavoratrici tedesche.
Queste dichiarazioni dei fascisti sono menzogne intenzionali. La borghesia tedesca ha accettato il predatorio piano Young con l'intenzione di spostarne tutto il peso sui lavoratori.
I fascisti collaborano concretamente nell'attuazione del piano Young tollerando e incoraggiando lo spostamento dei suoi oneri sulle masse lavoratrici, aiutando ad attuare le leggi doganali e fiscali dettate dal piano Young (approvazione da parte del gruppo nazionalsocialista al Reichstag di tutte le proposte di aumenti tariffari e fiscali, tassa sui negri di Frick in Turingia) cercando di prevenire e soffocare tutti gli scioperi contro i tagli salariali.
I partiti di governo e la socialdemocrazia hanno venduto al miglior offerente tra gli imperialisti stranieri gli averi, la vita e il lavoro del popolo operaio tedesco. I capi socialdemocratici, i vari Hermann Müller, Severing, Grzesinski e Zörgiebel, non sono solo gli sgherri della borghesia tedesca, ma allo stesso tempo gli agenti volontari dell'imperialismo francese e polacco.
Tutte le azioni della socialdemocrazia infida e corrotta sono un alto tradimento continuato contro il Paese e contro gli interessi vitali delle masse lavoratrici della Germania.
Solo noi comunisti combattiamo sia contro il piano Young, sia contro il rapace trattato di Versailles, il punto di partenza della riduzione in schiavitù di tutti i lavoratori in Germania, nonché contro tutti i trattati, gli accordi e i piani internazionali (trattato di Locarno, piano Dawes, piano Young, accordo tedesco-polacco ecc.) che si basano sul trattato di pace di Versailles. Noi comunisti siamo contro il pagamento di ogni riparazione di guerra, contro il pagamento di ogni debito internazionale.
Dichiariamo solennemente davanti a tutti i popoli della Terra, davanti a tutti i governi e capitalisti stranieri, che noi, nel caso in cui prenderemo il potere, dichiareremo nulli tutti gli obblighi derivanti dalla pace di Versailles, che non pagheremo un centesimo di interessi sulle obbligazioni, sui crediti e sugli investimenti che gli imperialisti detengono in Germania.
[...]
I fascisti (nazionalsocialisti) affermano di essere contro i confini tracciati dalla pace di Versailles, contro la separazione dalla Germania di una serie di territori tedeschi. In verità però il fascismo, ovunque sia al potere, opprime i popoli a esso sottoposti (in Italia i tedeschi e i croati, in Polonia gli ucraini, i bielorussi e i tedeschi, in Finlandia gli svedesi ecc.). Il capo dei fascisti tedeschi, Hitler e i suoi sgherri, però non alzano la voce contro la violenta annessione del Sudtirolo all'Italia fascista. Hitler e i nazionalsocialisti tedeschi tacciono sulle sofferenze della popolazione rurale tedesca del Sudtirolo, che geme sotto il giogo del fascismo italiano. Hitler e il suo partito hanno stipulato uno sporco trattato segreto con il governo fascista italiano alle spalle del popolo tedesco, in base al quale trattato hanno abbandonato senza condizioni il Sudtirolo all'occupazione straniera. Con questo fatto vergognoso, Hitler e il suo partito hanno venduto alle potenze vincitrici di Versailles gli interessi nazionali delle masse lavoratrici tedesche, nello stesso modo in cui la socialdemocrazia tedesca lo ha fatto ininterrottamente per dodici anni.
Noi comunisti dichiariamo che non riconosciamo annessioni forzate di un popolo, o parte di esso, ad altre strutture statali nazionali, che non riconosciamo nessun confine tracciato senza il consenso delle masse lavoratrici e della maggioranza effettiva della popolazione.
Noi comunisti siamo contrari allo smembramento territoriale e al saccheggio della Germania compiuto sulla base della pace violenta di Versailles.
I fascisti (nazionalsocialisti) affermano che il loro movimento è diretto contro l'imperialismo. In realtà, però, fanno accordi con gli imperialisti (Inghilterra, Italia). Si oppongono alla lotta per la libertà dei popoli colonizzati (India, Cina, Indocina), chiedono colonie per la Germania e incitano a nuove guerre, e soprattutto a intervenire contro l'Unione Sovietica, l'unico Paese la cui vittoriosa classe operaia si è difesa vittoriosamente con le armi contro tutti gli attacchi del capitale mondiale, e contro le incursioni piratesche degli imperialisti di Versailles. In ogni lungo in cui l'imperialismo soggioga, strangola e reprime a fucilate le masse popolari oppresse, i fascisti tedeschi sono coinvolti attraverso i loro rappresentanti: in Cina attraverso i golpisti di Kapp Wetzel e Kriebel, in Sud America attraverso la missione militare del generale Kuntz [Hans Kundt, ndr], in Austria tramite quel Papst [Waldemar Pabst, ndr] che assassinò Liebknecht.
[...]
I nazionalsocialisti affermano che la crisi economica e il saccheggio in danno delle masse non sarebbero altro che conseguenze del piano Young; il superamento della crisi sarebbe già assicurato, se la Germania si liberasse dalle catene del trattato di Versailles. Questa è una truffa grossolana. Per liberare il popolo tedesco non è sufficiente spezzare il potere del capitale straniero, ma bisogna contemporaneamente abbattere il dominio della propria borghesia nel proprio Paese. La crisi imperversa non solo nella Germania del piano Young, ma anche nei Paesi imperialisti vittoriosi, con l'America in testa. In ogni luogo in cui i capitalisti e i loro agenti, i socialdemocratici, sono al timone, le masse sono sfruttate allo stesso modo. Solo in Unione Sovietica l'industria e l'agricoltura stanno crescendo. Solo in Unione Sovietica la disoccupazione viene eliminata, i salari aumentati e le conquiste sociopolitiche dei lavoratori aumentano a livelli senza precedenti. In tutti i Paesi capitalisti, in tutti i Paesi del fascismo e della socialdemocrazia, crescono miseria e fame, tagli ai salari e disoccupazione, reazione e terrore.
Il Partito Comunista di Germania mette in atto la più alacre lotta politica di massa contro il fascismo traditore della nazione, antisocialista e nemico dei lavoratori.
[...]
Faremo a pezzi il "trattato di pace" predatorio di Versailles e il piano Young che schiavizza la Germania, annulleremo tutti i debiti internazionali e le riparazioni imposte dai capitalisti ai lavoratori della Germania.
Noi comunisti lotteremo per la piena autodeterminazione di tutte le nazioni, e di comune accordo con i lavoratori rivoluzionari di Francia, Inghilterra, Polonia, Italia, Cecoslovacchia ecc., assicureremo la possibilità di annessione alla Germania sovietica a tutti i territori che ne faranno richiesta.
[...]
Noi comunisti portiamo ai lavoratori il programma della loro liberazione sociale dal giogo del capitale. Susciteremo l'entusiasmo delle masse per la vittoria sulla borghesia, per la liberazione sociale e allo stesso tempo nazionale dei lavoratori tedeschi. Solo il martello della dittatura proletaria può spezzare le catene del piano Young e dell'oppressione nazionale. Solo la rivoluzione sociale della classe operaia può risolvere la questione nazionale tedesca.
[...] Perciò chiediamo a tutti i lavoratori che sono ancora sotto l'incantesimo degli astuti ingannatori fascisti del popolo di rompere risolutamente e per sempre con il nazionalsocialismo e di inquadrarsi nell'esercito della lotta di classe proletaria. Pertanto noi comunisti esortiamo tutti i lavoratori che ancora seguono la socialdemocrazia traditrice, a rompere con questo partito della politica di coalizione, della pace di Versailles, del piano Young, dall'asservimento delle masse lavoratrici di Germania, ed [esortiamo tutti i lavoratori] a costituire un fronte comune rivoluzionario di milioni di persone, insieme ai comunisti, nella lotta per instaurare la dittatura proletaria.
- Abbasso il piano Young!
- Abbasso il governo dei capitalisti e degli Junker!
- Abbasso il fascismo e la socialdemocrazia!
- Viva la dittatura del proletariato!
- Viva la Germania sovietica!

Berlino, 24 agosto 1930.
Il Comitato centrale del Partito Comunista di Germania

(Sezione dell'Internazionale Comunista)»

## Le reazioni
Il proclama fu ritenuto non convincente dalla maggior parte dei nazionalisti, mentre tra i nazionalsocialisti suscitò un misto di disprezzo e compiaciuta ironia. Alfred Rosenberg, direttore dell'organo di stampa nazionalsocialista Völkischer Beobachter, lo definì «la nostra più grande vittoria» poiché avrebbe dimostrato che la direzione del KPD era costretta a rubare gli slogan nazionalsocialisti. «Ma li ruba – va detto – non perché intenda davvero realizzare gli slogan ma ancora una volta per ingannare gli ingannati. Noi lo grideremo in tutte le adunate: lo stesso comunismo riconosce il fallimento della sua visione del mondo. Ed esso deve ora mettersi a rubare per poter sopravvivere. Non ci siamo mai sentiti così orgogliosi che nel momento in cui la "Rote Fahne" ce lo ha fatto capire».
La dichiarazione fu accolta in modo negativo anche da molti comunisti. Hermann Remmele sostenne che la posizione del KPD sulla questione nazionale era superficiale e poco convincente sia all'interno che all'esterno del partito. Altre critiche giunsero da gruppi dissidenti, come il Partito Comunista d'Opposizione (KPO), che accusarono il KPD di abbandonare l'internazionalismo proletario e di riproporre le deviazioni nazionalbolsceviche dei primi anni 1920.

## Il nuovo corso nazionalista del KPD

Perdite territoriali subite dalla Germania a seguito della pace di Versailles del 1919 (in giallo chiaro e in verde). Il programma del KPD prevedeva l'annessione alla Germania sovietica di tutti i territori perduti e di tutti quegli altri che ne avrebbero fatto richiesta.

Le elezioni del 1930 segnarono la definitiva affermazione come grande partito nazionale dell'NSDAP, che ottenne il 18,3% dei voti crescendo di ben 15,7 punti rispetto alle consultazioni federali di due anni prima. Il KPD ottenne il 13,1% guadagnando 2,5 punti, mentre l'SPD rimase il primo partito con il 24,5% dei voti, ma riportò un calo di 5,3 punti. Dopo le elezioni la linea definita dalla Dichiarazione programmatica fu ulteriormente rafforzata. Thälmann dichiarò dinanzi all'XI Plenum del Comitato esecutivo dell'Internazionale Comunista (marzo-aprile 1931) che essa non era stata «adottata al solo scopo di preparare il partito per le elezioni del Reichstag», ma – disse – «costituisce, in primo luogo, l'asse dell'intera nostra politica».

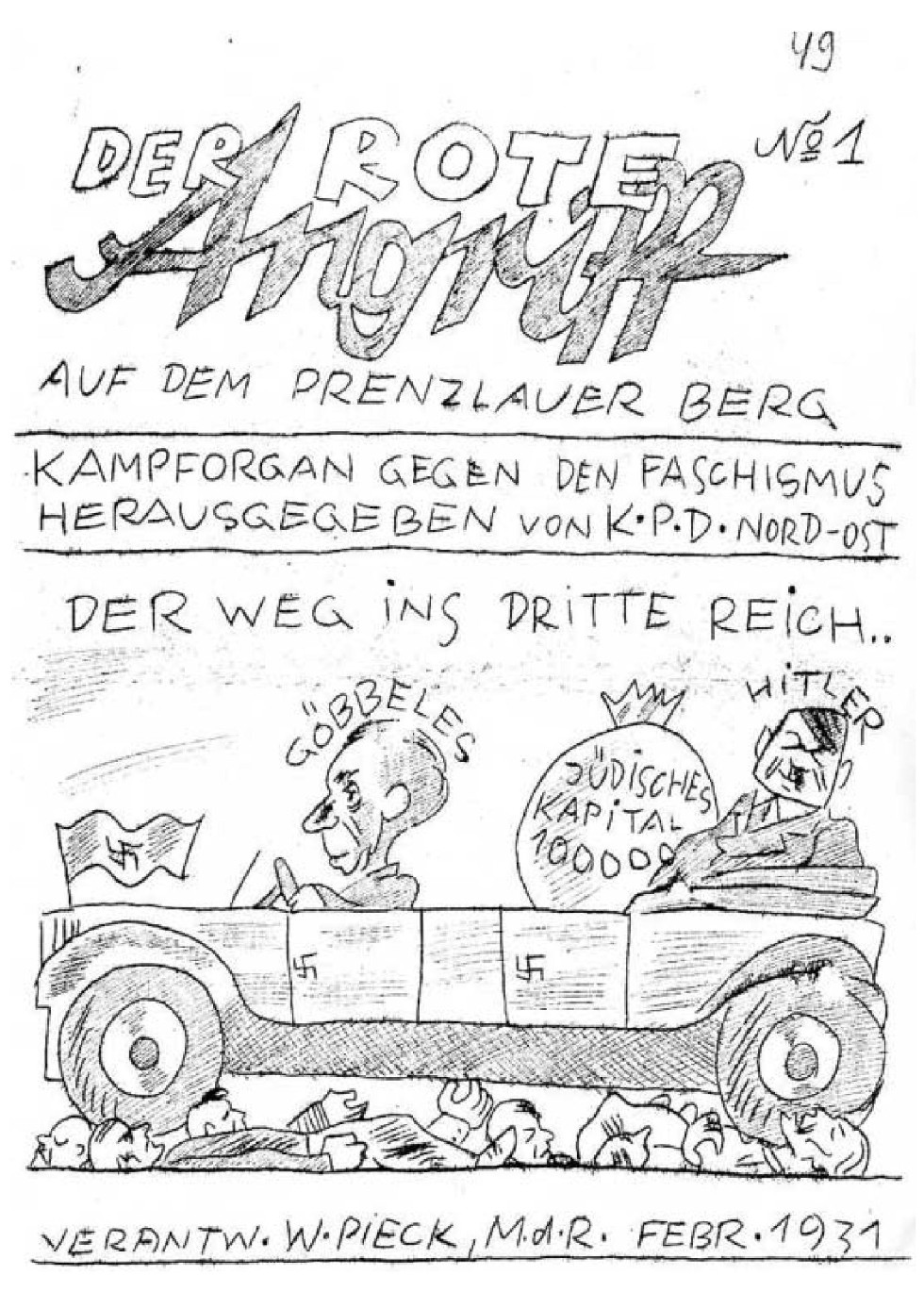
Edizione del febbraio 1931 di Der Rote Angriff auf dem Prenzlauer Berg, organo di stampa della sezione nord-orientale del KPD diretto da Wilhelm Pieck. La vignetta, intitolata «La strada verso il Terzo Reich», raffigura un'auto guidata da Goebbels che trasporta Hitler e il «Capitale ebraico» (sormontato da una corona) e che percorre una strada lastricata di resti umani.

Come nel 1923, al linguaggio nazionalista si affiancò un atteggiamento ambiguo in merito alla questione ebraica. Nel 1931, Die Rote Fahne denunciò Hitler come il salvatore della borghesia ebraica: «Hitler desidera essere amico di tutti coloro che possiedono una cassaforte. Ora, l'uomo della svastica e aperto antisemita si avvicina agli ebrei; ma, naturalmente, solo agli ebrei ricchi che vuole salvare dal bolscevismo, così come i capitalisti dell'ovest e i proprietari terrieri orientali». Lo stesso argomento fu ripreso l'anno successivo, in un articolo intitolato I nazisti aiutano il capitale ebraico!.
La svolta nazionalista del KPD diede impulso al flusso bilaterale di militanti con l'NSDAP, di cui il caso più clamoroso fu il passaggio tra le file comuniste di Richard Scheringer nel 1931. Scheringer, sottotenente della Reichswehr e militante dell'NSDAP, nell'ottobre 1930 era stato condannato, insieme al sottotenente Hanns Ludin e al tenente Hans Friedrich Wendt, a un anno e sei mesi di reclusione per aver tentato di formare una cellula nazionalsocialista all'interno dell'esercito. Il passaggio di Scheringer al KPD non implicò una conversione all'internazionalismo proletario, essendo stato facilitato dallo spostamento del KPD su posizioni nazionalistiche. Nel 1931 Scheringer descrisse infatti il KPD come un partito «autenticamente» nazionalista essendo il suo comitato centrale privo di ebrei. Nello stesso anno, il giornale comunista Welt am Abend, nel rispondere all'accusa nazista di filoebraismo, rimarcava che nessun ebreo faceva parte della propria redazione e che nessuno dei suoi collaboratori aveva «il terribile aspetto ebraico di Goebbels».
Alla rinnovata attenzione del KPD verso la questione nazionale si accompagnò un'elaborazione teorica che respingeva apertamente la posizione antinazionale della stessa fondatrice del partito Rosa Luxemburg. Tale posizione comunque non aveva avuto un'influenza significativa sulla politica del KPD neanche nei primi anni della Repubblica di Weimar. Nel 1932 Die Rote Fahne, nel rievocare la disputa teorica sul diritto all'autodeterminazione dei popoli tra Luxemburg e Lenin, sposò la posizione di riconoscimento del diritto espressa da quest'ultimo (tra l'altro nello scritto Sul diritto di autodecisione delle nazioni) e definì ironicamente la contrapposta posizione di Luxemburg «errore Rosa».

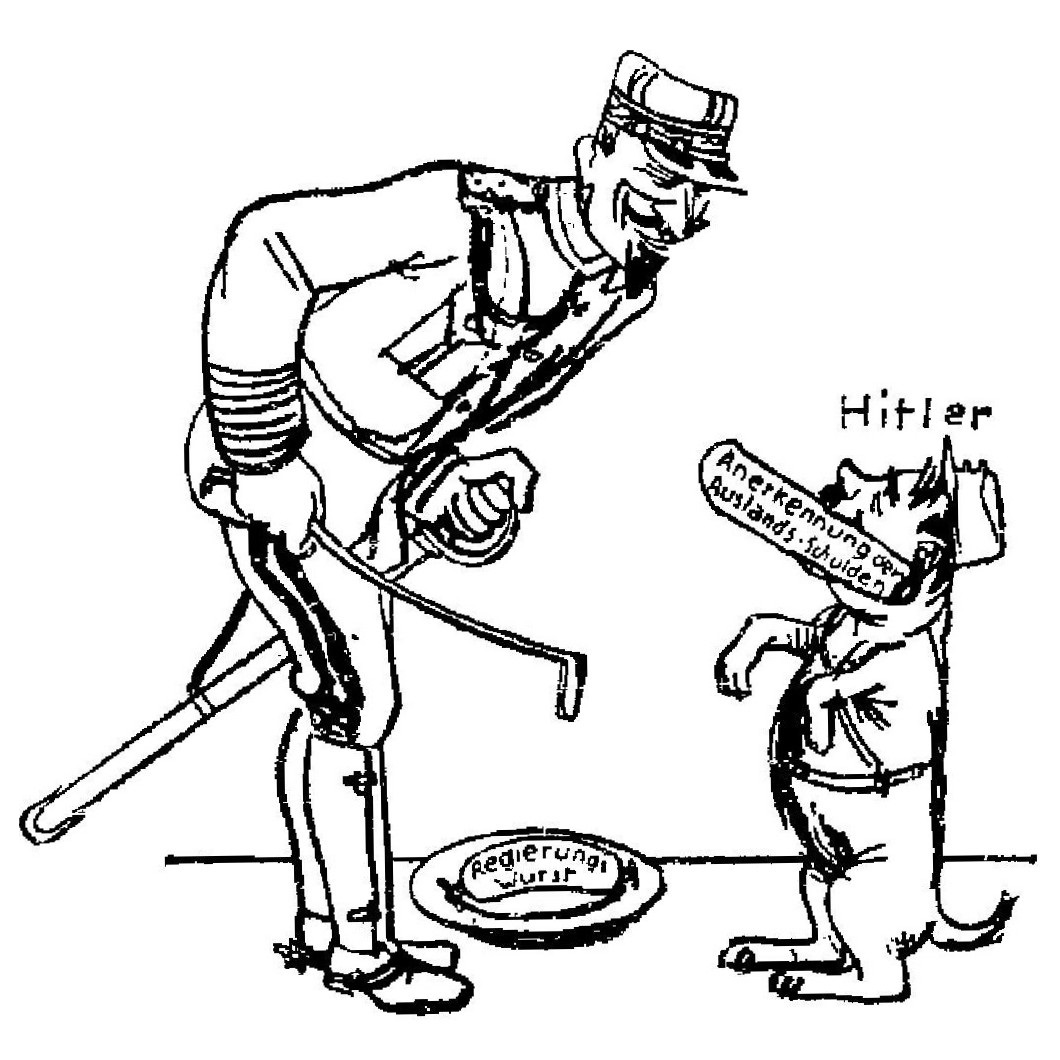
Vignetta di Die Rote Fahne del 15 dicembre 1931, pubblicata a corredo dell'articolo Hitler agente di Morgan e Rothschild. Raffigura Hitler come un docile cagnolino di fronte a un generale francese che impugna un frustino. La nuvoletta riferita a Hitler recita: «Riconoscimento del debito estero». Nella ciotola si legge: «Salsiccia del governo».

Nonostante la propaganda nazionalista avesse in quegli anni contribuito alla forte crescita del movimento hitleriano, nel 1932 l'Internationale Presse-Korrespondenz (Inprekorr), versione in lingua tedesca dell'organo di stampa del Comintern, pubblicò un articolo del politico comunista Theodor Neubauer che attaccava Hitler in quanto sarebbe stato troppo remissivo in politica estera: «Cosa chiede Hitler alla Francia [in Mein Kampf]? Vuole la restituzione dei territori persi nel 1918? No. Egli condanna la ... richiesta di restaurazione dei confini del 1914 ... Così Hitler cede subito le popolazioni tedesche di Alsazia, Eupen, e Malmedy, che passarono al Belgio, e probabilmente persino Danzica e le altre parti dell'Alta Slesia che andarono alla Polonia». In merito alla questione «concernente le colonie perdute», l'articolo accusava i nazisti di ambiguità, «disponibilità a contrattare» e di volersi riappacificare con gli imperialisti occidentali. Tanta docilità poteva trovare un'unica spiegazione: «È tradimento! Quelle tradite e truffate saranno le masse tedesche, che si aspettano una vera liberazione nazionale da Hitler. Invece le attende una schiavitù ancora più vergognosa! Hitler, "il liberatore", arriva così al punto in cui la politica servile degli ultimi 13 anni ci ha tenuti: sottomessi all'imperialismo francese». In conclusione, l'articolo esortava il KPD a divulgare alle masse che l'unica vera amica della Germania era l'Unione Sovietica, che i nazisti erano i «nemici mortali» della lotta tedesca per la liberazione nazionale e che «solo il comunismo spezzerà le catene di Versailles!».
Il XII Plenum del Comitato esecutivo (agosto-settembre 1932) diede direttiva al KPD da un lato di combattere «nazionalismo e sciovinismo», dall'altro di intercettare le istanze nazionalistiche attraverso la «soluzione della "Germania socialista sovietica", che offre anche la possibilità della volontaria annessione del popolo austriaco e di altri territori tedeschi». I contenuti della Dichiarazione programmatica furono quindi ripresi da Thälmann nell'ambito della campagna per le elezioni del novembre 1932. Il 31 ottobre il segretario del KPD si recò illegalmente a Parigi, dove si presentò nella Salle Bullier accompagnato dal segretario del Partito Comunista Francese, Maurice Thorez, e vi tenne un discorso contro il «diktat di Versailles, il rapace piano Young e il patto di Losanna». I due segretari espressero adesione a un manifesto congiunto, già pubblicato da Thälmann il 25 ottobre, in cui i due partiti comunisti chiedevano il rovesciamento del «sistema di Versailles». In conclusione il manifesto recitava:
Nemmeno la conquista del potere da parte dei nazionalsocialisti nel 1933 interruppe la propaganda nazionalista del KPD. Dopo che il costituendo regime hitleriano ebbe sciolto i partiti d'opposizione, i comunisti continuarono dall'esilio ad accusare Hitler di una presunta acquiescenza verso l'ordine di Versailles. Nel maggio 1933 un appello del KPD domandava retoricamente che ne era della promessa di stracciare il trattato di Versailles e ne concludeva che Hitler non l'avrebbe mai mantenuta, perché «riconosce Versailles e paga gli interessi sui tributi! Questa è la pura verità, così com'è indiscutibile che abbandona i tedeschi di Alsazia, Danzica, Corridoio e Alta Slesia, e Sudtirolo che furono strappati alla loro patria. Li lascia sotto il terrore dei vincitori di Versailles senza opporre resistenza». Solo dopo che Hitler, una volta consolidato il potere nel giugno 1934 (Notte dei lunghi coltelli), in coerenza con il proprio programma ebbe rapidamente intrapreso una politica estera estremamente aggressiva, i comunisti cessarono di tornare sulla questione nazionale. Secondo quanto riportato da Wilhelm Pieck nella sua storia del KPD, i comunisti si erano ormai resi conto che la propaganda nazionalista che avevano così ardentemente promosso aveva fallito.

## Valutazioni critiche
Nel 1935 il segretario generale del Comintern Georgi Dimitrov, nella sua relazione al VII Congresso, attribuì la sconfitta del KPD alla tardiva adozione e all'inefficace divulgazione della linea nazionale: «I nostri compagni in Germania per molto tempo non tennero nella dovuta considerazione il sentimento nazionale offeso e l'indignazione delle masse contro Versailles, trascurarono le oscillazioni dei contadini e della piccola borghesia, si occuparono in ritardo del programma di liberazione sociale e nazionale, e quando lo presentarono non seppero adattarlo ai bisogni concreti e al livello delle masse, non seppero neanche popolarizzarlo largamente tra le masse stesse».
Altri critici hanno invece individuato le cause del fallimento del programma nazionalista del KPD non nella sua tardiva e insufficiente divulgazione, ma nella sua intrinseca inopportunità. Il KPD, che aveva le sue radici ideologiche nell'internazionalismo proletario marxista ed era legato all'URSS, alimentando il nazionalismo e il revanscismo contro l'ordine internazionale definito a Versailles, non avrebbe potuto in ogni caso ottenere altro risultato che rafforzare i nazionalsocialisti. Questi ultimi, infatti, erano di gran lunga più capaci e convincenti nel rappresentare tali posizioni.
Lo scrittore Ignazio Silone, espulso dal Partito Comunista d'Italia nel 1931 per la sua opposizione alla politica stalinista, nell'opera del 1938 La scuola dei dittatori commentò: «Il partito comunista [di Germania] tentò di arginare la penetrazione del nazionalsocialismo nelle file operaie, rivalizzando con esso in demagogia patriottica, reclamando la soppressione del trattato di Versaglia e la non applicazione del piano Young, e, in più, ciò che Hitler non poteva permettersi, lo sgombero del Tirolo del Sud da parte dell'invasore italiano».
Abram Ascher e Guenter Lewy, in uno studio del 1956 sul nazionalbolscevismo, scrivono che la Dichiarazione programmatica fu pubblicata nell'ambito di una generale strategia nazionalista del KPD mirante a «togliere il vento dalle vele dei nazisti», con risultati fallimentari in quanto questi ultimi «si dimostrarono infinitamente più abili nell'uso della stessa arma».
Analogamente, per Babette Gross si trattò di un tentativo di Neumann «di smuovere le vele dei nazionalsocialisti e di conquistare la piccola borghesia indecisa alla causa comunista», che si dimostrò una «futile impresa» poiché «nella fraseologia nazionalsocialista i comunisti, nonostante alcuni prestiti, non potevano competere con i nazisti».
George Mosse, prendendo in esame la questione ebraica, scrive di tentativo comunista «di battere i nazisti al loro stesso gioco assumendo una posizione nazionalista». Mosse sottolinea la differenza di contesto tra gli anni 1920 e il decennio successivo: «La linea nazionalista adottata nel 1923 dal partito comunista [linea Schlageter, ndr] costituì in realtà un pericolo minore della sua riesumazione dopo il 1930, quando divenne veramente materiale esplosivo perché allora un antisemitismo attivo e sempre più forte si scagliava contro l'ebreo, non solo sfruttatore delle masse, ma anche unico detentore di tale sfruttamento». In definitiva, secondo Mosse, «[n]on era dunque possibile fidarsi del partito comunista per far fronte agli attacchi nazisti contro gli ebrei, mentre invece il partito socialdemocratico, pur mostrando durante gli ultimi anni della Repubblica una certa ambiguità, assunse un atteggiamento più fermo».
Robert Paris scrive che, «[n]on contento di denunciare, com'è nella tradizione dell'IC [Internazionale Comunista], i misfatti del "sistema di Versailles", il KPD rivaleggia in nazionalismo con i nazisti», pubblicando un documento «il cui titolo medesimo riprende, affiancandoli, i due concetti che fanno la fortuna di Hitler. È una specie di nazionalistico gioco al rialzo, che si ripete anche in merito al problema dell'antisemitismo».
Proprio in riferimento all'antisemitismo, Enzo Traverso scrive che la linea Schlageter del 1923 «fu messa da parte ma non completamente abbandonata», cosicché nel 1930 il KPD «prese un nuovo corso nazionalista», in cui «le ambiguità della linea Schlageter furono non solo ripetute ma addirittura accentuate».
Heinrich August Winkler scrive che «il testo si inseriva nella tradizione "nazionalbolscevica" del 1923 e soprattutto mirava ad attirare verso la KPD gli elettori dell'estrema destra».
Timothy S. Brown definisce il proclama «il fulcro della seconda ondata di nazionalismo del KPD», dopo una prima ondata rappresentata dalla linea Schlageter. Brown lo giudica un «emendamento strategico all'idea dell'internazionalismo proletario» che rappresentava «nientemeno che l'accoglimento di tutte le principali rivendicazioni della destra radicale da parte del KPD», un «tentativo di dimostrare che il KPD era più nazionalsocialista dei nazionalsocialisti», nonché una «capitolazione del KPD allo sciovinismo nazionalista».